# VSB-avtalet
VSB-avtalet, officiellt fördrag om vänskap, samverkan och ömsesidigt bistånd (finska: Sopimus ystävyydestä, yhteistoiminnasta ja keskinäisestä avunannosta (YYA-sopimus); ryska: Договор о дружбе, сотрудничестве и взаимной помощи (ДСП-договор), Dogovor o druzjbe, sotrudnitjestve i vzaimnoj pomosjtji (DSP-dogovor)) var ett fördrag mellan Finland och Sovjetunionen (och Ryssland) 1948–1992.
Finlands president Gustaf Mannerheim hade redan 1945 börjat fundera på ett försvarsavtal mellan Finland och Sovjetunionen och statsminister J. K. Paasikivi stödde denna tanke. Sovjetunionen hade å sin sida kommit överens med de andra allierade att inte ingå några avtal med något besegrat land, innan något fredsavtal hade slutits. När detta hade skett väntade man i Moskva på att Finland skulle ta ett initiativ i frågan men då var Paasikivi inte längre intresserad eftersom man börjat få ekonomiskt bistånd av USA. Men i ett brev den 22 februari 1948 föreslog Stalin för Paasikivi att länderna skulle ingå ett avtal om vänskap, samarbete och ömsesidigt bistånd. Paasikivi hävdade inför omvärlden att Sovjetunionen hade legitima säkerhetsintressen att försvara och utgick från att Sovjetunionen endast hade defensiva ambitioner och genom att gå Sovjetunionen till mötes kunde Finlands självständighet säkras. 
Den 6 april 1948 undertecknades fördraget om vänskap, samarbete och ömsesidigt bistånd. Det skulle gälla i tio år och innebar att om någon försökte anfalla Sovjetunionen över Finlands territorium skulle Finland inom sitt territorium bekämpa denna fiende och kunna be Sovjetunionen om militärt bistånd. Trots namnet var det inte fråga om ömsesidigt bistånd då Finland förbehöll sig rätten att vara neutral vid krig mellan Sovjetunionen och andra stater om Finland inte anfölls.
VSB-avtalet upphävdes genom att ett nytt avtal tecknades 1992.